# Dasypogon costalis
Dasypogon costalis là một loài ruồi trong họ Asilidae. Dasypogon costalis được Lynch & Arribálzaga miêu tả năm 1880. Loài này phân bố ở vùng Tân nhiệt đới.